# Championnat de Birmanie de football 2023
Navigation
Saison précédente Saison suivante
Le Championnat de Birmanie de football 2023 est la quinzième édition de la Myanmar National League. Les douze meilleurs clubs du pays sont regroupés au sein d'une poule unique où ils s'affrontent deux fois, à domicile et à l'extérieur. Les deux derniers du classement final sont relégués et remplacés par les deux meilleurs clubs de D2.
Le club de Shan United est le tenant du titre et remporte de nouveau le championnat cette saison en ne concèdant aucune défaite.

## Qualifications continentales
Le champion de Birmanie se qualifie pour la Challenge League de l'AFC 2024-2025.

## Les clubs participants
La saison passée les relégations ont été annulées, avec deux clubs promus le championnat passe à 12 participants.
- Yadanarbon FC
- Yangon United
- GFA
- Shan United
- Myawady
- Hantharwady United
- Ayeyawady FC
- Rakhapura United
- Mahar United
- ISPE
- Dagon Star United - promu de D2
- Kachin United - Promu de D2

## Compétition
Le barème utilisé pour établir le classement est le suivant :
- Victoire : 3 points
- Match nul : 1 point
- Défaite : 0 point

| Rang | Équipe              | Pts | J  | G  | N | P  | Bp | Bc | Diff |
| ---- | ------------------- | --- | -- | -- | - | -- | -- | -- | ---- |
| 1    | Shan United T       | 60  | 22 | 19 | 3 | 0  | 62 | 19 | +43  |
| 2    | Yangon United       | 51  | 22 | 16 | 3 | 3  | 57 | 13 | +44  |
| 3    | Hantharwady United  | 37  | 22 | 12 | 1 | 9  | 35 | 25 | +10  |
| 4    | ISPE                | 32  | 22 | 9  | 5 | 8  | 38 | 31 | +7   |
| 5    | Dagon Star United P | 31  | 22 | 9  | 4 | 9  | 33 | 31 | +2   |
| 6    | Myawady             | 31  | 22 | 9  | 4 | 9  | 34 | 38 | -4   |
| 7    | Mahar United        | 30  | 22 | 8  | 6 | 8  | 28 | 37 | -9   |
| 8    | Rakhine United      | 27  | 22 | 7  | 6 | 9  | 32 | 38 | -6   |
| 9    | Ayeyawady United    | 26  | 22 | 7  | 5 | 10 | 25 | 32 | -7   |
| 10   | Yadanarbon FC       | 23  | 22 | 5  | 8 | 9  | 25 | 32 | -7   |
| 11   | GFA                 | 12  | 22 | 3  | 3 | 16 | 22 | 70 | -48  |
| 12   | Kachin United P     | 10  | 22 | 2  | 4 | 16 | 17 | 40 | -23  |

|  | Qualification pour la Challenge League de l'AFC 2024-2025                    |
|  | Relégation directe                                                           |
|  | T : Tenant du titre C : Vainqueur de la Coupe de Birmanie P : Promu de MNL-2 |

## Bilan de la saison
| Championnat de Birmanie de football 2023 |                        |
| Champion                                 | Shan United (5e titre) |
| Qualifications continentales             |                        |
| Challenge League de l'AFC 2024-2025      | Shan United            |
| Promotions et relégations                |                        |
| Promus en Myanmar National League        | Dagon Port             |
| Promus en Myanmar National League        | Thitsar Arman          |
| Relégués en MNL-2                        | GFA                    |
| Relégués en MNL-2                        | Kachin United          |